# Sarbanissa venosa
Sarbanissa venosa är en fjärilsart som beskrevs av Moore 1879. Sarbanissa venosa ingår i släktet Sarbanissa och familjen nattflyn. Inga underarter finns listade.